# Coborriu de Bellver
Coborriu de Bellver (antigament Caborriu de Talló) és una entitat de població del municipi cerdà de Bellver de Cerdanya. El 2005 tenia 20 habitants. Situada al sud de Bellver, a prop de l'obaga ceretana, a l'entrada de la Vall de l'Ingla, al pla de Talló.
L'economia n'és bàsicament ramadera. Actualment és la unió d'algunes cases de pagès, esparses pel territori: Cal Pons, Cal Paulet i Misserpí principalment. Disposa d'una excel·lent mostra del romànic cerdà: l'esglesiola de Sant Serni, consagrada el 1137, que ha estat reformada i consolidada des de finals dels setanta. S'han fet obres d'ajardinament i senyalització. L'edifici és visitable demanant permís a l'oficina de turisme de Bellver de Cerdanya.

## Llocs d'interès
- Església de Sant Serni de Coborriu

## Festivitats
- 29 de novembre- Sant Serni, patró de Coborriu